# Grangärde
Grangärde är en ort i Ludvika kommun och kyrkbyn i Grangärde socken i södra Dalarna, cirka 20 km nordväst om Ludvika. Grangärde ligger på ett näs mellan sjöarna Bysjön och Björken. Närmaste samhällen är bruksorten Nyhammar cirka tre kilometer norr om Grangärde och Västansjö på västra sidan Bysjön. Före 2015 utgjorde orten en egen tätort men från 2015 räknas den som en del av tätorten Nyhammar.

## Historia
Bebyggelsen visar att det har varit ett centrum i en bergsmansbygd med gamla anor. Orten hette tidigare Gränge efter ett gammalt namn på Bysjön, men det svårtolkade namnet förvanskades på 1600-talet till Grangjerd och på 1700-talet till Grangärde. Det gamla namnet Gränge finns kvar i ortnamnet Grängesberg. Grangärde är en kyrkby. Kyrkan är den äldsta byggnaden från 1400-talet, tillbyggd på 1600- och 1700-talen. Området ingår i Ekomuseum Bergslagen.

### Befolkningsutveckling
| Befolkningsutvecklingen i Grangärde 1960–2010 | Befolkningsutvecklingen i Grangärde 1960–2010 | Befolkningsutvecklingen i Grangärde 1960–2010 | Befolkningsutvecklingen i Grangärde 1960–2010 | Befolkningsutvecklingen i Grangärde 1960–2010 |
| --------------------------------------------- | --------------------------------------------- | --------------------------------------------- | --------------------------------------------- | --------------------------------------------- |
|                                               |                                               |                                               |                                               |                                               |
| År                                            |                                               |                                               | Folkmängd                                     | Areal (ha)                                    |
| 1960                                          | 1960                                          |                                               | 340                                           |                                               |
| 1965                                          | 1965                                          |                                               | 240                                           |                                               |
| 1970                                          | 1970                                          |                                               | 266                                           |                                               |
| 1975                                          | 1975                                          |                                               | 303                                           |                                               |
| 1980                                          | 1980                                          |                                               | 412                                           |                                               |
| 1990                                          | 1990                                          |                                               | 403                                           | 67                                            |
| 1995                                          | 1995                                          |                                               | 403                                           | 67                                            |
| 2000                                          | 2000                                          |                                               | 335                                           | 67                                            |
| 2005                                          | 2005                                          |                                               | 346                                           | 68                                            |
| 2010                                          | 2010                                          |                                               | 351                                           | 68                                            |
|                                               |                                               |                                               |                                               |                                               |

## Samhället
Byn ligger strategiskt sedan den tid då transporterna gick längs det omfattande sjösystemet där inte mindre än fem sjöar är farbara. Här finns två mycket fina i slaggsten murade sjömagasin från 1800-talets mitt. 
Bebyggelsen innehåller även flera välbevarade bergsmansgårdar, Grangärde herrgård samt Grangärde prästgård. Nuvarande prästgården uppfördes 1797 och räknas idag som Dalarnas största i sitt slag.
I byns centrum finns två torg; kring det ena, nära Grangärde kyrka, ligger affärer; det andra var förr socknens administrativa centrum med Gästgivaregården som även var tingshus för Grangärde tingslag fram till år 1906 samt säte för socknens styre. Här ligger också den stilrena sockenstugan från 1924 med en stor väggmålning av Nils Öst. Strax intill ligger Finnstugan, övernattningsplats för folk från finnmarkerna vid kyrkobesöken. Från 1800-talets slut härstammar det vita turisthotellet vid Bysjöns strand. Grangärde Hotell är öppet ännu idag för resande. 
Nyhammars spannmålsmagasin är ett välbevarat sädesmagasin vid Bysjön. Byggnaden är en viktig del av historien om den i Bergslagen speciella metoden att bygga med slagg. Sjömagasinet är sedan december 2009 ett byggnadsminne.
Grangärde kyrkby är en del av Ekomuseum Bergslagen.

### Bankväsende
Grangärde sockens sparbank grundades 1865. Den uppgick år 1970 i Länssparbanken Dalarna. Kontoret har senare lagts ner.
Kopparbergs enskilda bank inrättade ett kontor i Grangärde på 1870-talet, som drogs in under samma decennium. Bankaktiebolaget Stockholm-Öfre Norrland öppnade ett kontor i Grangärde den 6 februari 1906. Detta blev kontor blev mer långvarigt och uppgick så småningom i Svenska Handelsbanken.
Handelsbanken stängde sitt kontor i Grangärde den 30 november 2016, varefter orten saknade bank.

## Kända personer från Grangärde
- Peter Tägtgren

## Bilder

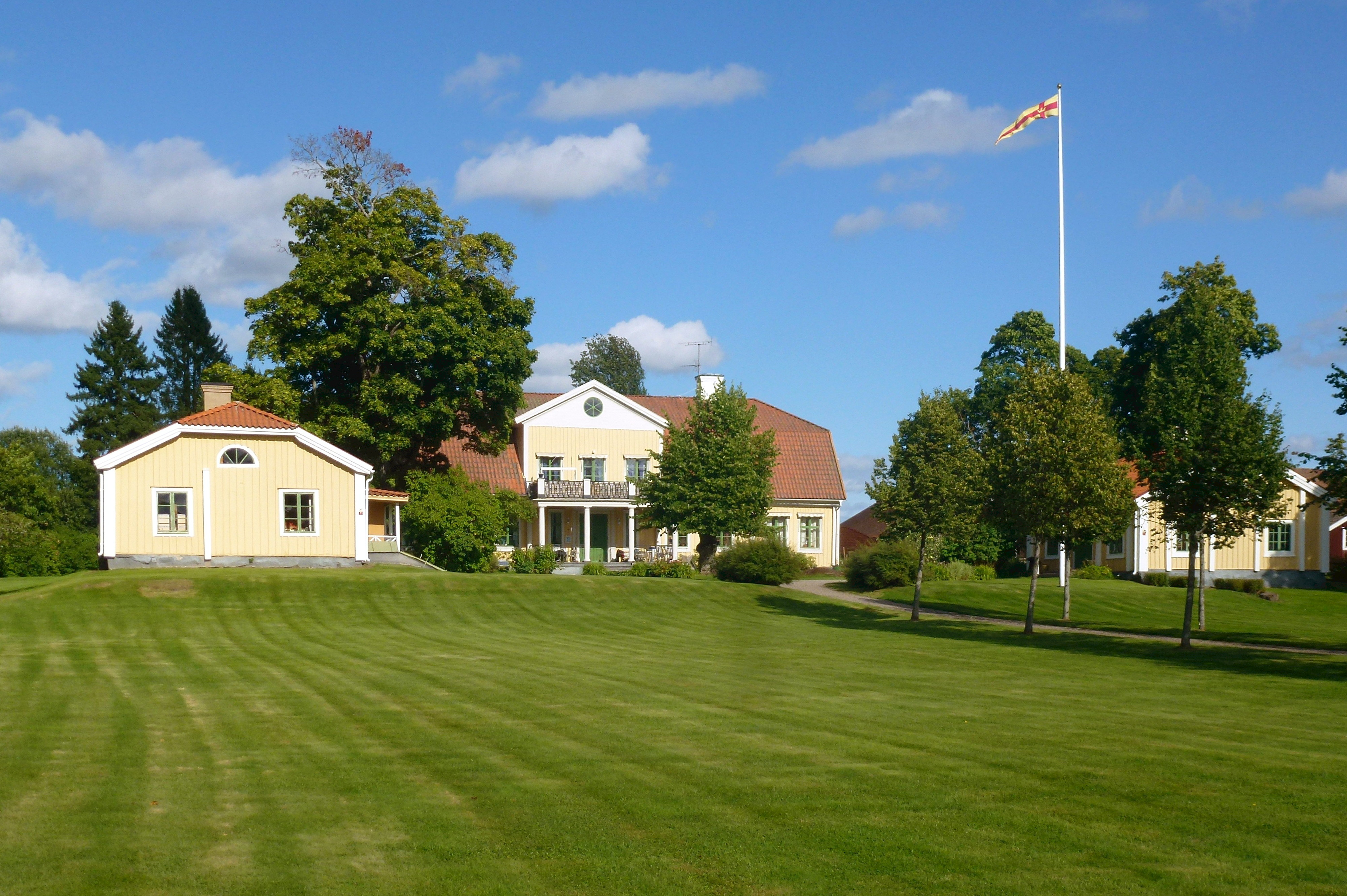
Grangärde prästgård
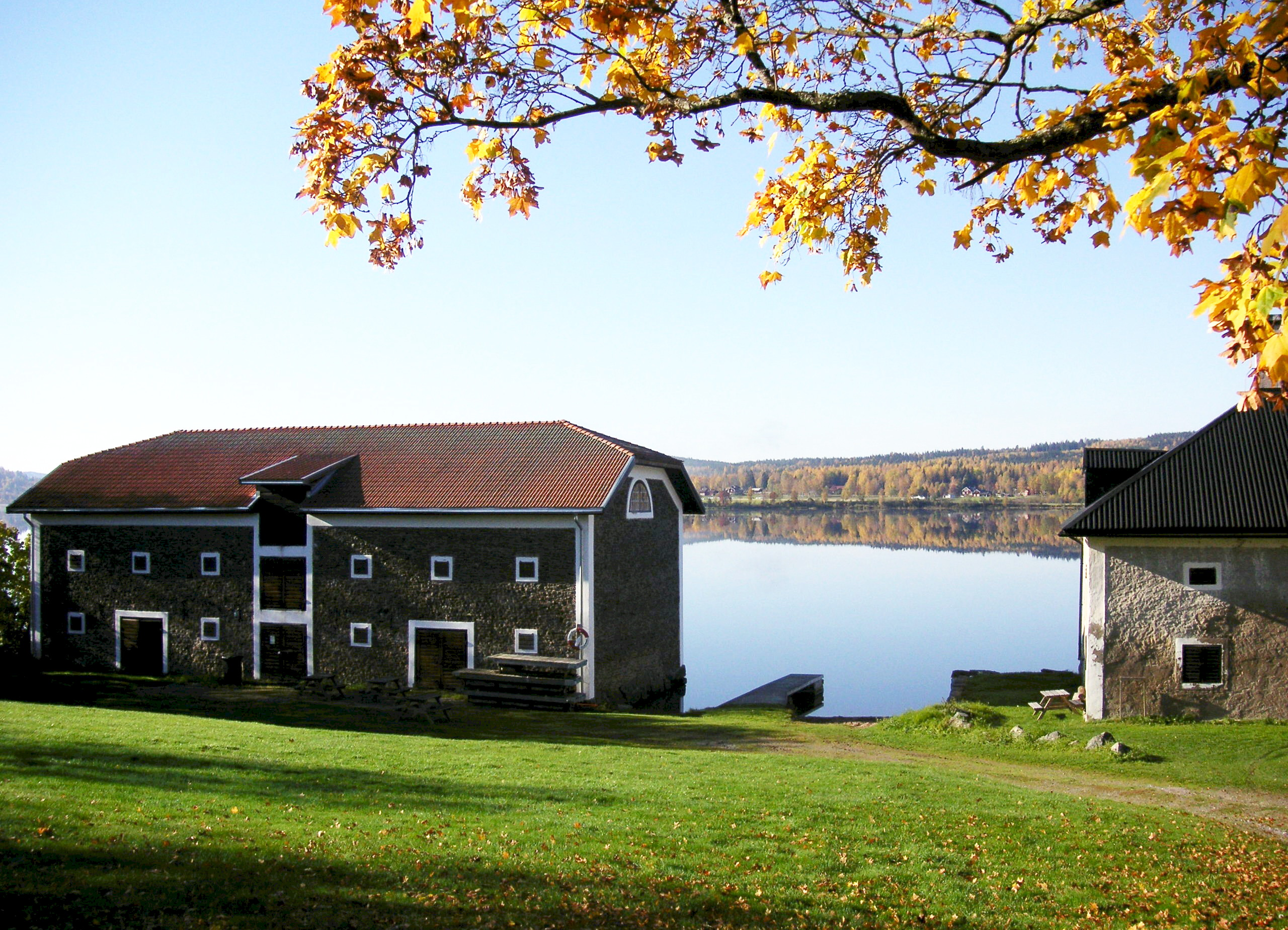
Nyhammars spannmålsmagasin
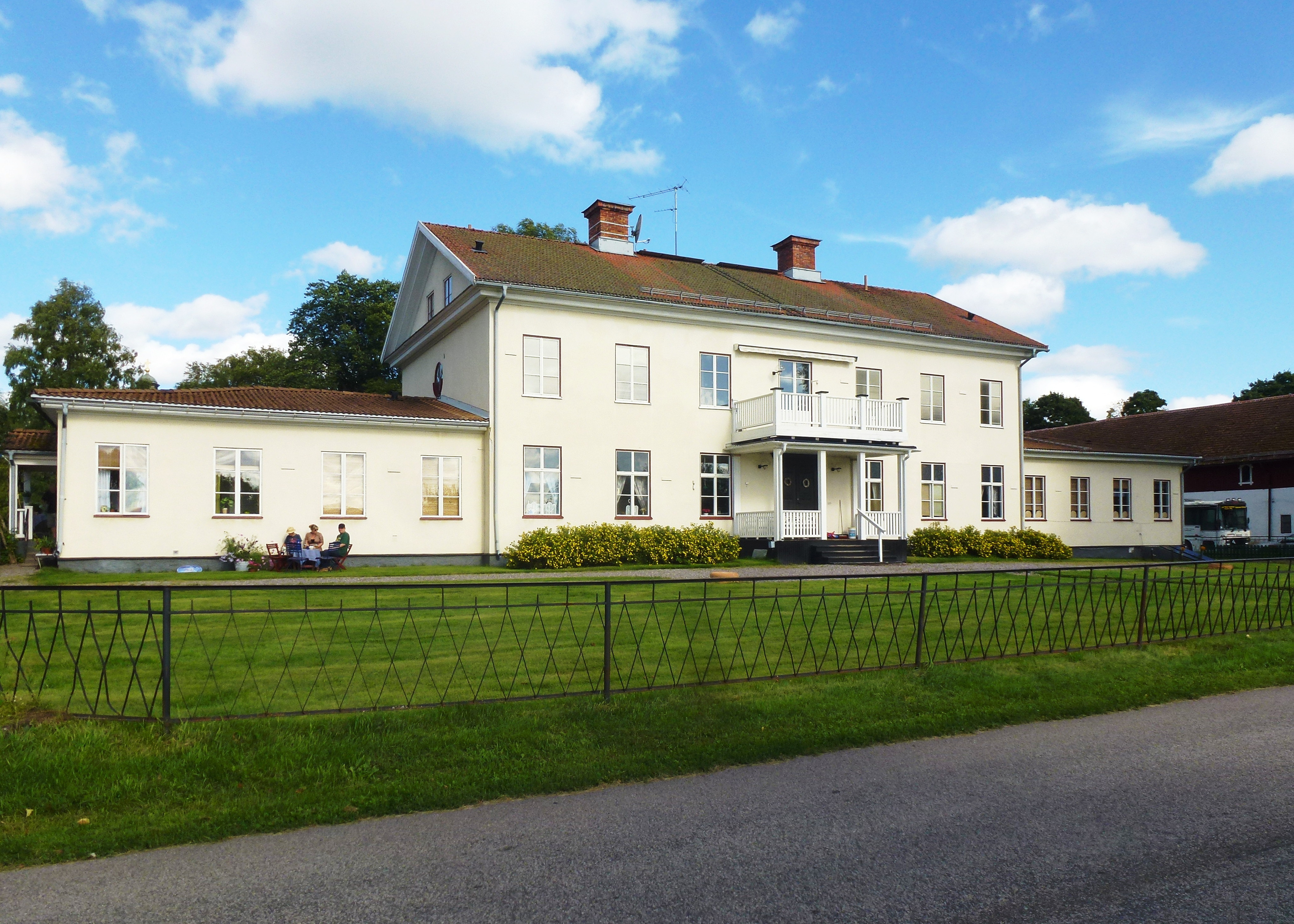
Grangärde herrgård
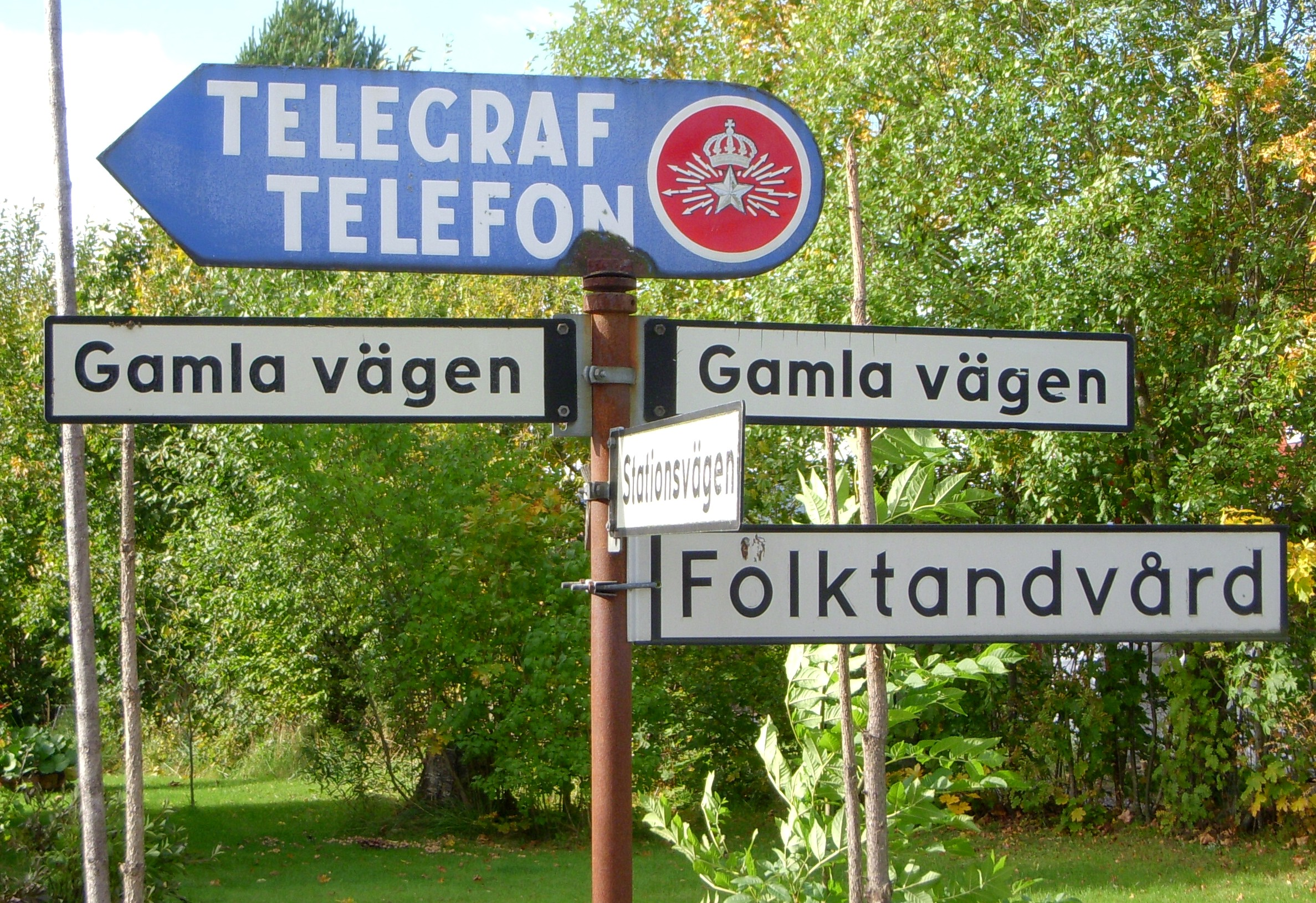
Korsningen "Gamla vägen" / "Stationsvägen"
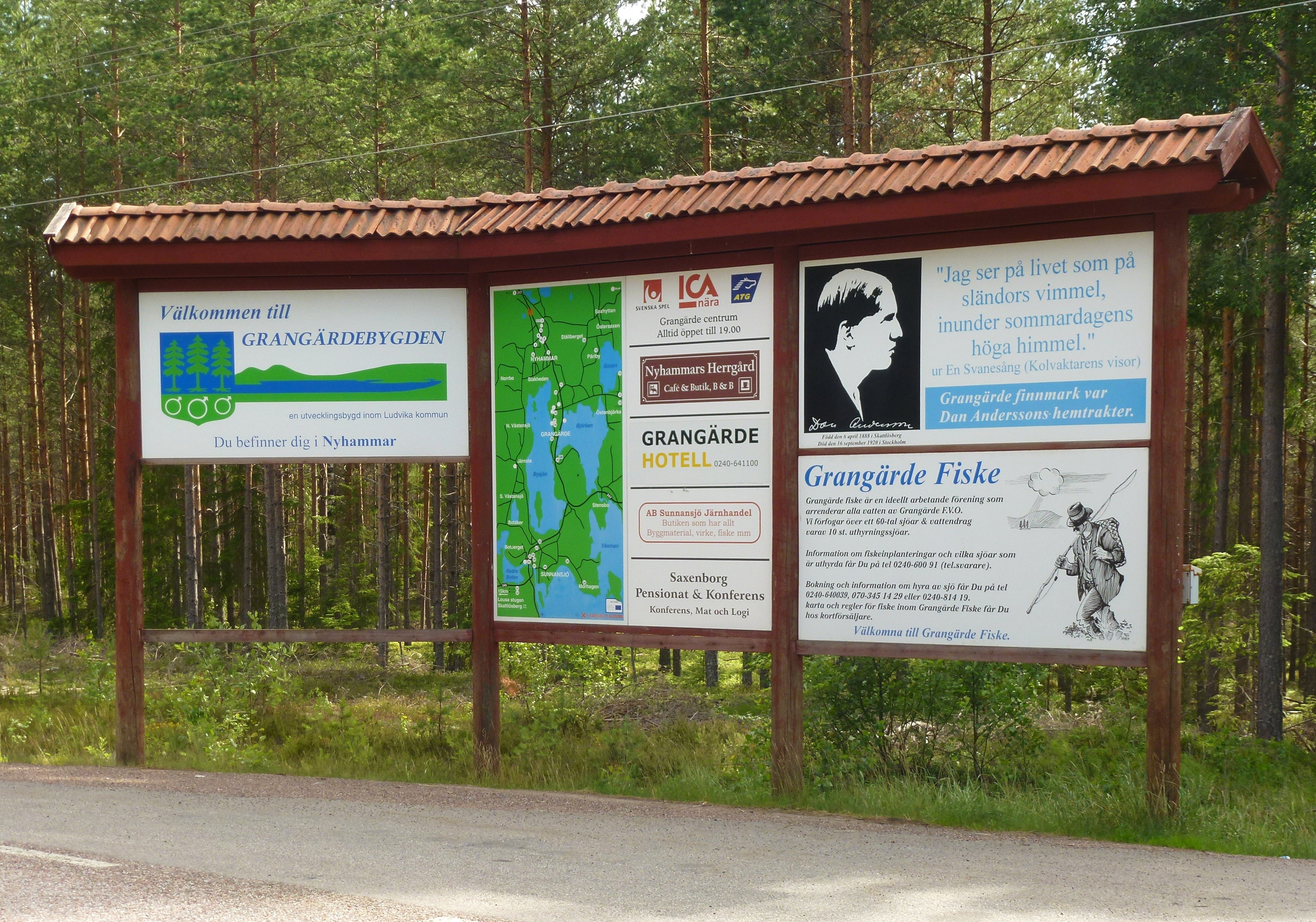
"Välkommen till Grangärdebygden"